# 瓦赛 (滨海夏朗德省)
瓦赛（法語：Voissay，法語發音：[vwasɛ]）是法国滨海夏朗德省的一个市镇，位于该省中东部，属于圣让当热利区。

## 地理
瓦赛（45°57'8"N, 0°36'20"W）面积5.06 平方千米，位于法国新阿基坦大区滨海夏朗德省，该省份为法国西部滨海省份，北起旺代省，西临大西洋，南至吉倫特省，东南接多爾多涅省，东北接德塞夫勒省接壤，东临夏朗德省。
与瓦赛接壤的市镇（或旧市镇、城区）包括：比涅、莱努耶、泰尔南、托尔克塞、拉韦尔涅。

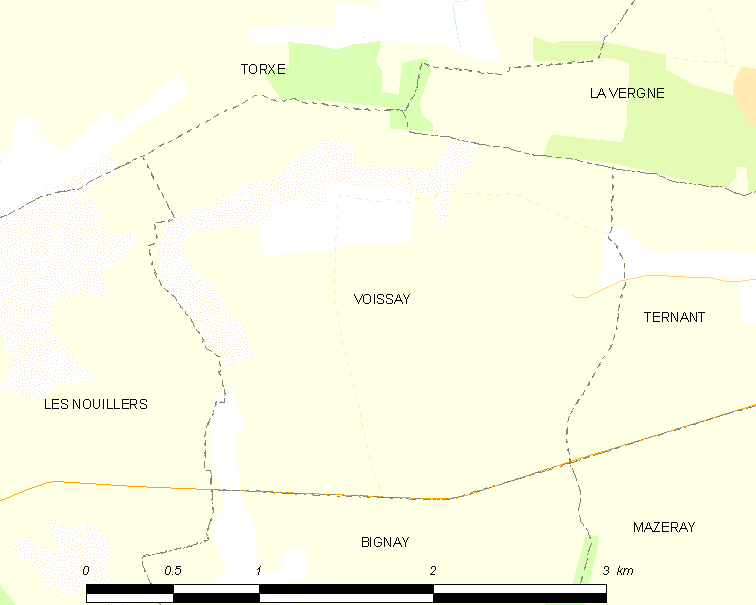
的OSM定位图

瓦赛的时区为UTC+01:00、UTC+02:00（夏令时）。

## 行政
瓦赛的邮政编码为17400，INSEE市镇编码为17481。

## 政治
瓦赛所属的省级选区为圣让当热利县。

## 人口

1962-2008年间人口变化图示

瓦赛于2022年1月1日时的人口数量为172人。